# Børge Ralov
Børge Leo Sylvester Ralov (* 26. Juli 1908 in Kopenhagen; † 17. Dezember 1981 ebenda) war ein dänischer Balletttänzer und Choreograph.
Ralov besuchte die Ballettschule des Königlichen Theaters in Kopenhagen und war von 1927 bis 1957 Mitglied des Königlichen Balletts, ab 1933 als Solist und ab 1942 als Erster Solist. Seit 1934 unterrichtete er auch an der Ballettschule.
Anfang der 1930er Jahre wurde er von Balanchine in mehreren Balletten eingesetzt, die dieser am Königlichen Theater inszenierte, wobei er sich insbesondere als Müller in Der Dreispitz auszeichnete. Seinen Durchbruch hatte er in Michel Fokines Josephs-Legende und erhielt den der Folge
den Titel eines Solotänzers des Königlichen Balletts.
Als Choreograph debütierte er 1934 mit dem ersten modernen dänischen Ballett Enken i Spejlet (Musik von Bernhard Christensen). Es folgten Werke wie das sinfonische Ballett De fire Temperamenter (1939) und Tolv med Posten (1942) nach Hans Christian Andersen. Seine erfolgreiche Zusammenarbeit mit der Tänzerin Margot Lander brachte beiden 1942 den Titel eines Ersten Solotänzers.
1950 choreographierte Ralov das erste dänische Fernsehballett Video. Nach seiner Trennung vom Königlichen Theater 1957 arbeitete er mehrere Jahre als Choreograph und Produzent für den Dänischen Rundfunk. Daneben wirkte er als Ballettinstrukteur an einigen Operetten- und Musicalaufführungen wie Der Fiedler auf dem  Dach an Det Ny Scala mit. In erster Ehe war Ralov mit Grete Lis Paaske, der Tochter des Schauspielers Kai Paaske verheiratet, in zweiter Ehe (1944–51) mit der Tänzerin Kirsten Laura Gnatt.